# Глагол в немецком языке
Глаго́л в неме́цком языке́ — это часть речи, обозначающая действие во времени или состояние и играющая синтаксическую роль сказуемого и реже других членов предложения. По грамматическим функциям немецкие глаголы можно разделить на полнозначные и неполнозначные. Последние, в свою очередь, включают вспомогательные, модальные глаголы и глаголы-связки. В структуре грамматических категорий немецкого глагола принято выделять лицо, число, время, наклонение и залог.
В отличие от русского языка, в немецком нет категории вида глагола, то есть определить завершённость или незавершённость действия в отрыве от контекста очень сложно. Это отличает немецкий глагол и от глагола в английском языке, где временная форма сама определяет вид глагола, тогда как в немецком языке вид можно определить лишь по некоторым семантическим и словообразовательным признакам: фазисность (schlafen — einschlafen), пространственность (steigen — aussteigen), интенсивность (trinken — saufen) и каузативность (springen — sprengen).

## Морфология немецкого глагола

### Классификация немецких глаголов
Все глаголы немецкого языка можно представить в рамках следующих групп, определяющих их характерные черты и грамматические функции:
- Полнозначные глаголы — собственно глаголы, которые не включаются в нижеследующие группы ввиду нейтральности грамматических характеристик. Отличие всех остальных групп от полнозначных глаголов заключается исключительно в грамматических функциях, которые они выполняют. Вне рамок своих функций эти глаголы рассматриваются как полнозначные. Например: Falls du ihn noch triffst, grüße ihn von mir — Если ты его встретишь, то передавай привет. Но: Es ist zu spät, ich muss los — Уже слишком поздно, мне пора идти (es ist — безличный оборот, muss — модальный глагол в 1-м лице единственного числа, выражающий необходимость).
- Вспомогательные глаголы — это глаголы, которые играют особую роль в образовании сложных временных форм, таких как Perfekt, Plusquamperfekt, Futur I и Futur II, и в некоторых конструкциях. Это глаголы sein, haben, werden[6]. Например: Das Auto ist schon lange her vorgefahren — Машина уже давным-давно подъехала; Du hast mich gefragt, und ich habe nichts gesagt — Ты меня спросил, а я тебе ничего не ответил; Du wirst bedauern — Ты пожалеешь.
- Глаголы-связки — это тоже вспомогательные глаголы, но служащие для образования именного сказуемого. Основные глаголы-связки — sein и werden (но в некоторых случаях эту роль перенимают и другие глаголы — bleiben, scheinen и другие). Например: Ich bin Ingenieur von Beruf — Я инженер по профессии.
- Безличные глаголы — это глаголы, употребляемые в 3-м лице единственного числа и сочетающиеся с безличным местоимением es и с неопределённо-личным местоимением man. Например: Man sagt, dass er kommt — Говорят, он пришёл; Es friert — Морозит.
- Модальные глаголы — это особая группа глаголов, служащих для передачи модальности[7]. К ним относятся глаголы wollen, mögen, müssen, sollen, dürfen, können[8]. Иногда к модальным причисляют глагол lassen[9].
- Переходные глаголы — глаголы, предполагающие наличие прямого дополнения в Akkusativ. В противовес им стоят непереходные глаголы, употребляемые с другими падежами или косвенно с Akkusativ[10]. Например: Ich erzähle dir eine Geschichte — Я рассказываю тебе историю; Meine Frau erinnert sich an mich — Моя жена меня вспоминает.
- Возвратные глаголы — обозначают действие, направленное преимущественно на субъект: sich waschen, sich merken, sich überlegen, sich vorstellen и так далее[11]. Есть глаголы с возвратным местоимением sich, которые не являются возвратными: sich begrüßen, sich umarmen и другие. Такие глаголы обозначают действие субъекта на объект, как полнозначные, и называются взаимными.

В связи с особенностями образования основных временных форм (формы претерита и второго причастия) глаголы делятся на три группы:
- Слабые — глаголы слабого спряжения, которые образуют форму претерита с помощью суффикса -(e)te, а в форме второго причастия принимают префикс ge- и суффикс -(e)t. Таким образом, слабые глаголы принимают данные формы по типу: machen — machte — gemacht, kreuzen — kreuzte — gekreuzt. Особую группу составляют глаголы, принимающие аблаут корневой гласной, и выделяются в подгруппу глаголов смешанного типа: brennen — brannte — gebrannt, nennen — nannte — genannt и другие[13].
- Сильные — глаголы сильного спряжения, которые образуют претерит с помощью аблаута корневой гласной, а в форме второго партиципа сохраняют суффикс -en. Например: genießen — genoss — genossen, nehmen — nahm — genommen.
- Неправильные — глаголы haben, sein, werden, gehen, stehen, tun, bringen, каждый из которых образует претерит и второе причастие, не подчиняясь правилам слабого и сильного спряжения. Например: sein — war — gewesen, gehen — ging — gegangen. Неправильные глаголы противопоставляют правильным (примеры слабых и сильных глаголов, за исключением смешанных)[14].

Глагол как часть речи подвержен изменениям посредством словообразовательных элементов и приёмов. В зависимости от наличия аффиксов или составных частей (других слов) глаголы принято делить на три группы (см. Глагольное словообразование):
- Простые — состоят только из основы и грамматического суффикса -en: fallen, rollen, stehlen и так далее.
- Производные — образованные преимущественно при помощи аффиксов: ausbrechen, zulernen, begraben.
- Сложные — состоят из двух частей, первая из которых является основой существительного, прилагательного или наречием, а вторая — собственно глагол: teilnehmen, wahrsagen, kaltstellen.

### Грамматические категории немецкого глагола
В немецком языке присутствуют те же грамматические категории, что и во многих других языках, но при этом имеют собственную специфику. К ним относятся: лицо и число, время, залог и наклонение.
В немецком языке два числа — единственное и множественное, каждому из которых соответствует три лица. Четвёртым лицом условно называют форму вежливого обращения, выраженную местоимением Sie. Парадигма спряжения выглядит следующим образом: ich gehe — du gehst — er (sie, es) geht — wir gehen — ihr geht — sie gehen — Sie gehen.
Время немецкого языка призвано установить временно́е соотношение между называемым действием и моментом речи в абсолютном употреблении или другим действием — в относительном. Всего выделяют три временных ступени: настоящее, прошедшее и будущее время, — они выражают начало действия в настоящем, прошлом или будущем соответственно. В рамках этих ступеней функционируют шесть временных форм: Präsens, Präteritum (Imperfekt), Perfekt, Plusquamperfekt, Futur I и Futur II. Первые два относят к простым временам, остальные — к сложным. Отнесение к тем или другим определено сложностью синтаксической конструкции, которой соответствует то или иное время. Так, для Präsens используется лишь один смысловой глагол с личным окончанием, а для Perfekt — вспомогательный и смысловой в форме второго причастия (Partizip II).
Залог немецкого языка обозначает направленность действия относительно подлежащего. Активный залог (Aktiv) имеет место, когда действие направлено в сторону от подлежащего, пассивный (Passiv) — когда подлежащее само является объектом воздействия, выраженного глаголом. Например: Dann macht Rick die Fenster auf (Aktiv) — Die Fenster werden von Rick aufgemacht (Passiv). Отдельно выделяют пассивный залог состояния — статив (Stativ).
Наклонений в немецком языке всего три: изъявительное (Indikativ), сослагательное (Konjunktiv) и повелительное (Imperativ).
Кроме личных форм немецкий глагол имеет две неличные формы: инфинитив (Infinitiv) и причастие (Partizip). Каждая из них, в свою очередь, предполагает ещё по две формы. Из них наиболее часто встречаются Infinitiv I и Partizip II, которые наряду с Präteritum составляют триаду форм немецкого глагола, используемых для построения основных конструкций.

### Времена немецкого глагола
Современный немецкий язык использует трёхступенчатую систему времён, состоящую из прошедшего (Vergangenheit), настоящего (Gegenwart) и будущего времён (Zukunft). Существует шесть временных форм: одно в настоящем времени, два в будущем и три в прошедшем.
Präsens — это простое настоящее время, которое выражает действие, происходящее в настоящий момент времени или постоянно. Оно образуется только из основы инфинитива с личным окончанием. В разговорной речи это время часто может выступать заменителем времени будущего. Например: Er kommt, glaube ich — Я думаю, он придёт. В данном случае использована конструкция настоящего времени, контекстуально понимаемая немцами как конструкция времени будущего. Нестилистическое использование Präsens в литературном языке можно наблюдать в конструкциях типа: Ich weiß nicht, ob er kommt — Я не знаю, придёт ли он.
После Präsens вторым простым временем является Präteritum — прошедшее время, образуемое из основы инфинитива с использованием суффикса -te- (1-е и 3-е лица единственного числа) для слабых глаголов либо при помощи специальной формы — для сильных и неправильных глаголов. Так, например, для глагола rauchen форма в Präteritum будет rauchte, но для глагола gehen — ging. Эта временная форма используется в рассказе или сообщении. Пример: Ich machte schon die Tür zu — Я уже закрыл дверь.
Perfekt по своей конструкции — сложное прошедшее время, образуемое из вспомогательного глагола haben или sein и второго причастия смыслового глагола. Синтаксическая и грамматическая специфика предложения, где используется Perfekt, роднит его с Plusquamperfekt, но особенности использования этого времени возвращают его к простому прошедшему времени. Perfekt преимущественно употребляется в разговорной речи. Например: Die Vögel haben nicht gesungen — Птицы не пели.
Близкий к Perfekt Plusquamperfekt также состоит из вспомогательных глаголов и второго причастия смыслового глагола, но в отличие от Perfekt глаголы haben и sein имеют форму Präteritum — hatte и war в 3-м лице единственного числа. Например: Der Gott hatte alles zerstört — Бог всё разрушил. В теории немецкого языка это время чаще всего представлено как «прошедшее в прошедшем», поэтому оно чаще встречается в относительном употреблении вместе с Präteritum.
Все три прошедших времени немецкого языка не имеют чётких границ употребления. Так, разговорное время Perfekt может быть использовано и в литературе, Präteritum — в разговорной речи, а Plusquamperfekt в письменной речи имеет место не всегда даже при относительном употреблении или при упоминании событий, произошедших очень давно относительно момента речи или другого действия. Однако это не вызывает путаницы. Чаще всего временны́е отношения прослеживаются в контексте.
Futur I и Futur II — сложные будущие времена, имеющие схожую конструкцию. И в первом, и во втором времени используется вспомогательный глагол werden и Infinitiv смыслового глагола: для Futur I — Infinitiv I, для Futur II — Infinitiv II. Первое будущее время помимо передачи действия в будущем имеет и другие функции употребления: например, в относительном употреблении в литературе или как даже как приказ (императивная функция). Второе будущее время в современном немецком языке практически не используется. Пример: Bis Monatsende wirst du die Lösung finden (Futur I) — Bis Monatsende wirst du die Lösung gefunden haben (Futur II) — До конца месяца ты найдёшь решение.
| Время / Лицо и число                 | Präsens         | Präteritum         | Perfekt                        | Plusquamperfekt                   | Futur I                      |
| ------------------------------------ | --------------- | ------------------ | ------------------------------ | --------------------------------- | ---------------------------- |
| 1-е л. ед. ч. (ich)                  | arbeite gehe    | arbeitete ging     | habe gearbeitet bin gegangen   | hatte gearbeitet war gegangen     | werde arbeiten werde gehen   |
| 2-е лицо ед. ч. (du)                 | arbeitest gehst | arbeitetest gingst | hast gearbeitet bist gegangen  | hattest gearbeitet warst gegangen | wirst arbeiten wirst gehen   |
| 3-е л. ед. ч. (er, sie, es)          | arbeitet geht   | arbeitete ging     | hat gearbeitet ist gegangen    | hatte gearbeitet war gegangen     | wird arbeiten wird gehen     |
| 1-е л. мн. ч. (wir)                  | arbeiten gehen  | arbeiteten gingen  | haben gearbeitet sind gegangen | hatten gearbeitet waren gegangen  | werden arbeiten werden gehen |
| 2-е л. мн. ч. (ihr)                  | arbeitet geht   | arbeitetet gingt   | habt gearbeitet seid gegangen  | hattet gearbeitet wart gegangen   | werdet arbeiten werdet gehen |
| 3-е л. мн. ч. (sie) и вежл. ф. (Sie) | arbeiten gehen  | arbeiteten gingen  | haben gearbeitet sind gegangen | hatten gearbeitet waren gegangen  | werden arbeiten werden gehen |

В некоторых немецких диалектах, а также в обиходно-разговорном языке существуют значительные различия в употреблении времён. Общей тенденцией становится редкое употребление таких форм как Plusquamperfekt и Futur II, что связано с расширением семантических функций других времён или конструкций, выражающих то же, что данные времена. Вместе с тем, существуют времена, которые не рассматриваются немецкой грамматикой как общенемецкие. Так, для южнонемецкого диалектного ареала характерно отсутствие претерита, употребление так называемого двойного перфекта (doppeltes Perfekt), схема построения которого включает использование второго инфинитива. Например: Mein Kumpel hat ihm von mir geschrieben gehabt. В нижненемецких диалектах будущее время использует аналог модального глагола sollen (Ik schall gahn) или реже аналог глагола werden (Ik waar gahn).

### Именные формы глагола

#### Инфинитив
Немецкий инфинитив (неопределённая форма глагола) — это одна из трёх основных форм немецкого глагола наряду с Präteritum и Partizip II. Она обозначает действие без всякого указания на действующее лицо. Различают первый инфинитив (Infinitiv I) и второй инфинитив (Infinitiv II). Первый чаще всего называют просто инфинитивом. Он образуется при помощи основы глагола и суффикса -(e)n: fahr-en, leit-en, lächel-n. Второй состоит из второго причастия смыслового глагола и первого инфинитива вспомогательного глагола haben или sein, соответствующего смысловому: gefahren sein, geleitet haben, gelächelt haben.
Немецкий инфинитив, употребляемый самостоятельно, то есть вне инфинитивных групп, называется независимым. В инфинитивных группах (например, um zu, an(statt) zu и ohne zu) употребляемый инфинитив называется зависимым. Например: Die Türe aufzumachen war verboten — Открывать двери было запрещено (независимый инфинитив с zu); Ich kam rein, ohne anzuklopfen — Я вошёл, не постучавшись (зависимый инфинитив с zu). Инфинитив без частицы zu употребляется с модальными глаголами, глаголами haben (вне конструкций), nennen, hören, fühlen, sehen, finden, spüren, после глаголов helfen, lernen, lehren, bleiben, senden, а также после глаголов движения. В остальных случаях используют инфинитив с частицей zu, в том числе: после прилагательных в роли именного сказуемого, в инфинитивных группах и конструкциях типа (haben + zu + Infinitiv и sein + zu + Infinitiv).
В относительном употреблении первый и второй инфинитивы имеют разные функции. Так, если первый инфинитив выражает одновременность действий, то второй — предшествование. Например: Martin geht weiter, ohne auf mich zu achten (Infinitiv I) — Er ist sehr traurig darüber, seinen Vater verloren zu haben (Infinitiv II).
Синтаксическая роль инфинитива не ограничивается исключительно составной частью сложного сказуемого. Он выступает в качестве:
- Подлежащего: Reiten ist ein großes Vergnügen — Ездить верхом — большое удовольствие; Den einzigen möglichen Ausweg aus dieser schweren Situation gefunden zu haben, war für ihn eine große Erleichterung — То, что он нашёл единственно возможный выход из этой трудной ситуации, было для него большим облегчением.
- Определения: Jeder Bürger dieser Stadt hat das Recht, ausgewählt zu werden — Каждый гражданин этого города имеет право быть избранным; Der Gedanke, damals nicht sein Möglichstes getan zu haben, quälte den alten Kapitän — Мысль о том, что он тогда сделал не всё возможное, мучила старого капитана.
- Дополнения: Jedenfalls hoffen wir darauf, abgeholt zu werden — В любом случае, мы надеемся, что нас встретят; Er war damals sicher, in seinem Leben nur einmal ein ähnliches Gefühl empfunden zu haben — Тогда он был убеждён, что испытал подобное чувство лишь однажды.
- Обстоятельства: Beeile dich, um zum Unterricht nicht zu spät zu kommen — Поторопись, чтобы не опоздать на занятия.

#### Причастие
Немецкое причастие (Partizip) — ещё одна именная форма глагола. Различают два немецких причастия: Partizip I и Partizip II. Второе причастие наиболее употребимо, так как оно участвует в образовании многих немецких конструкций.
Первое причастие образуется от основы глагола при помощи суффикса -(e)nd: lern-end, feier-nd. Второе причастие использует для образования слабых глаголов основу, грамматический префикс ge- и суффикс -(e)t: ge-mach-t, ge-sammel-t, ge-öffn-et. Особые формы Partizip II встречаются у неправильных, сильных и претерито-презентных глаголов, которые получают префикс ge-, суффикс -en и изменение корневой гласной: sein — gewesen, bringen — gebracht, treiben — getrieben, sterben — gestorben, können — gekonnt, wissen — gewusst.
Первое причастие всегда выражает действие, находящееся ещё в процессе, то есть нереализованное, независимо от того, в каком времени находится сказуемое. Например: Die aus dem Kino eilenden Mädchen lächelten/lächeln so laut — Спешившие (спешащие) из кинотеатра девчонки так громко смеялись (смеются). В данном случае Partizip I играет роль определения. В качестве обстоятельства оно используется в причастной группе: Aus dem Kino eilend, lächeln die Mädchen so laut — Спеша из кинотеатра, девчонки так громко смеялись.
Второе причастие имеет пассивное значение, то есть подлежащее, с которым оно связано, есть объект воздействия: Das vom Jungen gelesene Buch — Прочитанная мальчиком книга. Употребление Partizip II намного шире: оно присутствует в качестве части простого глагольного сказуемого в двух сложных прошедших временах активного залога изъявительного и сослагательного наклонений, а также во всех временах пассивного залога. Например: Heute sind sie früher ausgegangen — Сегодня они ушли раньше; Der Text war zweimal vorgelesen worden — Текст был прочитан дважды.  Второе причастие может играть роль обстоятельства, дополнения и реже подлежащего, а также образовывать причастные группы. Например: Die von mir gekaufte Hose steht mir nicht — Купленные мною брюки мне не идут.

### Залог
В немецком языке имеется два залога: активный (Aktiv) и пассивный (Passiv). Действие со стороны подлежащего в предложении с активным залогом направлено на сторонний объект, то есть дополнение. В пассивном залоге подлежащее само является объектом воздействия. Соответственно, само предложение, где использован тот или иной залог, также именуется активным и пассивным. Об образовании активного залога всех времён см. выше в разделе Времена немецкого глагола.
Пассивный залог образуется при помощи вспомогательного глагола werden и Partizip II смыслового глагола. В сложных прошедших временах Perfekt и Plusquamperfekt в качестве вспомогательных принимаются глагол sein, необходимый для формирования сложного времени, и глагол werden в особой форме worden, которая формирует пассив. Так, цепочка пассивного залога всех времён будет иметь вид: Der Artikel wird von mir vorgelesen (Präsens) — Der Artikel wurde von mir vorgelesen (Präteritum) — Der Artikel ist von mir vorgelesen worden (Perfekt) — Der Artikel war von mir vorgelesen worden (Plusquamperfekt) — Der Artikel wird von mir vorgelesen werden (Futur).
| Время / Лицо и число                 | Präsens        | Präteritum      | Perfekt             | Plusquamperfekt      | Futur I               |
| ------------------------------------ | -------------- | --------------- | ------------------- | -------------------- | --------------------- |
| 1-е л. ед. ч. (ich)                  | werde gesucht  | wurde gesucht   | bin gesucht worden  | war gesucht worden   | werde gesucht werden  |
| 2-е лицо ед. ч. (du)                 | wirst gesucht  | wurdest gesucht | bist gesucht worden | warst gesucht worden | wirst gesucht werden  |
| 3-е л. ед. ч. (er, sie, es)          | wird gesucht   | wurde gesucht   | ist gesucht worden  | war gesucht worden   | wird gesucht werden   |
| 1-е л. мн. ч. (wir)                  | werden gesucht | wurden gesucht  | sind gesucht worden | waren gesucht worden | werden gesucht werden |
| 2-е л. мн. ч. (ihr)                  | werdet gesucht | wurdet gesucht  | seid gesucht worden | wart gesucht worden  | werdet gesucht werden |
| 3-е л. мн. ч. (sie) и вежл. ф. (Sie) | werden gesucht | wurden gesucht  | sind gesucht worden | waren gesucht worden | werden gesucht werden |

Статив (Stativ), или пассив состояния (Zustandpassiv), передаёт результат действия. Цепочка статива для всех времён имеет вид: Der Artikel ist vorgelesen (Präsens) — Der Artikel war vorgelesen (Präteritum) — Der Artikel ist vorgelesen gewesen (Perfekt) — Der Artikel war vorgelesen gewesen (Plusquamperfekt) — Der Artikel wird vorgelesen sein (Futur).
Выделяют три вида пассивного залога: одночленный, двухчленный и трёхчленный. Первый имеет место, когда не указан ни объект, ни субъект. Второй — когда имеется только объект. Третий — и объект, и субъект.

### Наклонение
Система наклонений немецкого языка подразумевает три наклонения: изъявительное (Indikativ), сослагательное (Konjunktiv) и повелительное (Imperativ). О временах изъявительного наклонения см. раздел Времена немецкого глагола.
Сослагательное наклонение, в отличие от изъявительного, передаёт не реальность, а пожелание или возможность, причём время конъюнктива не всегда совпадает с индикативными временами. Временные формы конъюнктива те же, что и в индикативе, но с дополнительными кондиционалисами (Konditionalis). Существует два типа конъюнктива — Konjunktiv I (основа инфинитива с личным окончанием) и Konjunktiv II (основа претерита с умлаутом и личное окончание).
Präsens Konjunktiv образуется из инфинитивной основы, суффикса -e- и личного окончания (кроме 1-го и 3-го лиц единственного числа) и чаще всего выражает выполнимое желание, иногда приказ или уступку. Например: Es lebe der Frieden in der ganzen Welt — Да здравствует мир во всём мире.
Слабые глаголы в Präteritum Konjunktiv повторяют претерит изъявительного наклонения. Сильные глаголы образуются из основы претерита с суффиксом -e и с умлаутом корневой гласной. Претеритальные формы сослагательного наклонения выражают невозможные (нереальные) действия в настоящем, которые мыслятся, но не происходят. Например: Ich ginge gern ins Museum, aber ich bin gerade beschäftigt — Я бы с удовольствием пошёл в музей, но сейчас я занят.
Perfekt Konjunktiv и Plusquamperfekt Konjunktiv используют вспомогательные глаголы haben и sein в формах Präsens Konjunktiv и Präteritum Konjunktiv, соответственно, и Partizip II смыслового глагола. Перфект в придаточных предложениях передаёт предшествование своего действия по отношению к действию в главном предложении, независимо от времени главного предложения. Например: Ich tue/tat, als ob ich das Mädchen schon gesehen habe — Я делаю/сделал вид, что уже видел эту девочку/девушку. Он рассказывает/рассказывал мне о том, что он с ней ходил гулять. Плюсквамперфект, как и претерит, передаёт нереальное желание, но в прошедшем времени. Например: Wäre ich nur nicht so spät gekommen — Если бы я только не пришёл так поздно.
Futur I Konjunktiv и Futur II Konjunktiv образуют сослагательное наклонение через Präsens Konjunktiv глагола werden и Infinitiv I и Infinitiv II смыслового глагола. Будущее время в придаточном предложении (по аналогии с перфектом) отражает последовательность событий, при которой действие в главном предложении происходит раньше. Например: Jeder Mensch träumt, dass er glückliches Leben haben werde — Каждый человек мечтает о том, что его жизнь будет счастливой.
| Время / Лицо и число                 | Präsens | Präteritum      | Perfekt                      | Plusquamperfekt                | Futur I                     |
| ------------------------------------ | ------- | --------------- | ---------------------------- | ------------------------------ | --------------------------- |
| 1-е л. ед. ч. (ich)                  | lese    | lernte käme     | habe gesagt sei gegangen     | hätte gesagt wäre gegangen     | werde sagen werde gehen     |
| 2-е лицо ед. ч. (du)                 | lesest  | lerntest kämest | habest gesagt seist gegangen | hättest gesagt wärest gegangen | werdest sagen werdest gehen |
| 3-е л. ед. ч. (er, sie, es)          | lese    | lernte käme     | habe gesagt sei gegangen     | hätte gesagt wäre gegangen     | werde sagen werde gehen     |
| 1-е л. мн. ч. (wir)                  | lesen   | lernten kämen   | haben gesagt seien gegangen  | hätten gesagt wären gegangen   | werden sagen werden gehen   |
| 2-е л. мн. ч. (ihr)                  | leset   | lerntet kämet   | habet gesagt seiet gegangen  | hättet gesagt wäret gegangen   | werden sagen werden gehen   |
| 3-е л. мн. ч. (sie) и вежл. ф. (Sie) | lesen   | lernten kämen   | haben gesagt seien gegangen  | hätten gesagt wären gegangen   | werden sagen werden gehen   |

Конструкция с Präteritum Konjunktiv глагола werden с первым и вторым инфинитивом образует Konditionalis I и Konditionalis II: первый кондиционалис заменяет Präteritum Konjunktiv в случаях, когда его формы совпадают с индикативом, второй кондиционалис — выражает нереальное действие (подобно плюсквамперфекту). Пассивный залог конъюнктива для всех времён реализуется по схеме пассива изъявительного наклонения с использованием конъюнктива вспомогательного глагола.
Повелительное наклонение выражает повеление или просьбу. В немецком языке существует четыре формы императива, соответствующие четырём лицам: 2-е лицо единственного числа, 1-е и 2-е лица множественного числа и вежливая форма. Для императива второго лица единственного числа принимают корень инфинитива без окончания или с личным окончанием -e (Mach die Tür zu und öffne das Fenster). Первое лицо множественного числа несёт смысловое значение побуждения к действию (Kommen wir rein). Во втором лице множественного числа принимается форма презенса индикатива (Kommt her schneller!). Вежливая форма также совпадает с индикативом, однако местоимение Sie ставится после глагола (Sagen Sie bitte).
Помимо стандартных способов образования императива существуют также другие способы выражения побуждения к действию. К ним относится инфинитив (Warten! Abführen!), второе причастие (Rauchen verboten!), использование второго лица (Du machst das! Ihr fliegt raus!), именные части речи (Ruhe! Achtung!) и пассив без субъекта (Jetzt wird geschlafen!).

## Глагольное словообразование

Примеры аффиксации и применения частотных компонентов

Словообразование немецкого глагола существенно проще, чем словообразование именных частей речи, для которых помимо аффиксации справедливо также и словосложение. Словосложение, как словообразовательная модель и способ получения сложнопроизводных слов, позволяет соединять ряд корневых морфем друг с другом, образуя сложное слово. Например, существительное Zahlungsschwierigkeit включает два простых корня существительных, соединённых генетивной -s-. Для глагола словосложение нехарактерно, однако для него имеются другие способы образования сложных форм, схожие со словосложением.
В структуре моделей словообразования для глаголов характерны префиксация, суффиксация и применение частотных компонентов. Префиксация, как наиболее узнаваемый способ расширения семантического содержания слова и его структуры, предполагает крепление к инфинитивной основе немецкого глагола префикса или полупрефикса слева. Суффиксация — это присоединение суффикса глагола к основе справа от корня. Частотный компонент является аналогом элемента словосложения. Он повторяет основные свойства полуаффикса, однако вовсе им не является ввиду меньшего или отсутствующего семантического сдвига и самостоятельности позиции в предложении.
К полупрефиксам глаголов относятся: ab-, an-, auf-, aus-, bei-, durch-, ein-, entgegen-, entlang-, gegenüber-, hinter-, mit-, nach-, ob-, über-, um-, unter-, vor-, wider-, zu-. Все эти морфемы имеют свойство отделяться от корня и занимать конечную позицию в предложении в определённых грамматикой случаях (например, в презенсе или императиве второго лица единственного числа), а также пропускать грамматическую приставку ge- в форме второго причастия глаголов. Второе свойство данных морфем — ударность. Префиксы: be-, de-, dis-, durch-, emp-, ent-, er-, ex-, ge-, hinter-, in-, kon-, miss-, per-, prä-, re-, sub-, trans-, über-, um-, unter-, ver-, wider-, zer-, — в отличие от полупрефиксов, не способны отделяться от корня и не пропускают грамматический префикс. Суффиксы глаголов -ch(en), -el(n), -l(n), -er(n), -ster(n), -ier(en), -ig(en), -sch(en), -s(en), -z(en) либо семантически нейтральны, либо выражают узкие значения.
Частотные компоненты глаголов бывают двух видов:
- Первый частотный компонент — занимает начальную позицию и соответствует наречиям: auseinander-, da-, daher-, dahin-, daneben-, dar-, darein-, davon-, dazu-, dazwischen-, drauflos-, einher-, empor-, entzwei-, fehl-, fern-, fertig-, fest-, fort-, frei-, gleich-, her-, herab-, heran-, herauf-, heraus-, herbei-, herein-, hernieder-, herüber-, herum-, herunter-, hervor-, herzu-, hierher-, hin-, hinab-, hinan-, hinauf-, hinaus-, hindurch-, hinein-, hintereinander-, hinterher-, hinüber-, hinunter-, hinweg-, hinzu-, hoch-, los-, nieder-, tot-, umher-, voll-, voran-, voraus-, vorbei-, vorher-, vorwärts-, weg-, weiter-, wieder-, zurecht-, zurück-, zusammen-.
- Второй частотный компонент — занимает конечную позицию и является глаголом: -arbeiten, -beißen, -biegen, -bleiben, -blicken, -brechen, -bringen, -drücken, -fahren, -fallen, -finden, -fliegen, -führen, -geben, -gehen, -haben, -halten, -hauen, -heben, -holen, -kommen, -können, -kriegen, -lassen, -laufen, -leben, -legen, -liegen, -machen, -müssen, -nehmen, -reden, -reichen, -reißen, -richten, -rücken, -rufen, -sagen, -schaffen, -schauen, -scheißen, -schlagen, -schreiben, -sehen, -sein, -setzen, -sitzen, -spielen, -sprechen, -springen, -stecken, -stehen, -steigen, -stellen, -stoßen, -stürzen, -tragen, -treiben, -treten, -tun, -werden, -werfen, -wollen, -ziehen.

## Историческая грамматика немецкого глагола
В самых древних памятниках древневерхненемецкого и готского языков глагол характеризуется наличием частично сходных с современными грамматических категорий, среди которых три лица, два числа с остатками двойственного, два времени (одно прошедшее и одно настоящее, которое также играло роль будущего), два наклонения (индикатив и оптатив), императив второго лица единственного числа (в готском — также третье лицо единственного числа), неличные формы инфинитив (отглагольное существительное) и причастия (отглагольные прилагательные). Характерной чертой германских глаголов было их деление на слабые и сильные. В отличие от других индоевропейских языков, унаследовавших богатство глагольных форм из праязыка, морфология немецкого глагола представляется достаточно бедной.
Раннее развитие сложных временных отношений при формировании вспомогательных глаголов определялось обратным процессом — редукцией (безударных) глагольных окончаний в безразличное -e, вследствие чего стало возможным формирование будущего и относительных времён, а также страдательного залога. Число лиц не изменяется, но определяется наличием личного местоимения. Система наклонений развивается в сторону стилистической дифференциации модальных отношений.

### Развитие временных форм
Структура настоящего времени в древнегерманских языках может быть представлена как трёхэлементная конструкция, включающая корень, тематический гласный (i — a), основанный на аблауте, и личное окончание, сформированное на основе суффигированных местоименных частиц. Например: nim + i + s, nim + a + nd. В конце древневерхненемецкого и в начале раннего средневерхненемецкого периода формируются новые личные окончания, а процессе редукции продолжает формироваться (и в некоторых случаях устраняется) -е в личном окончании, происходят удвоение согласной перед -j- и сдвиги в каждой глагольной группе, последствия которых ещё сохраняются в ряде диалектов и языков.
Сильное прошедшее время формируется в процессе слияния аориста и перфекта, по аналогии с латынью, однако в германских языках, в которых глагольные корни имели две ступени аблаута, и перфект, и аорист теряют своё видовое значение. В дальнейшем становится очевидным невозможность развития сложного времени, так как развитие новых рядов делает данную форму противоречивой. На смену сильному времени приходит новое — слабое — с дентальным суффиксом -d (по видимому, от германского *dōn), перешедшим в -t, который присоединялся не напрямую к корню, а к соответствующей основе настоящего времени (отпавший -i-, -ô-, -ai-, -nô-). В средневерхненемецком все различия отпали по причине редукции (сохранение -e- перед dt и ffn в формах redete и öffnete — следы наличия суффиксального -e- в древневерхненемецком), и большая часть глаголов перешла с сильного на слабое прошедшее время в нововерхненемецком языке.

### Развитие неличных форм
Инфинитив и причастие произошли от отглагольного существительного и прилагательного. Развитие инфинитива связано с использованием именных словообразовательных суффиксов и в целом не уходит в сторону от общего процесса становления неопределённой формы индоевропейских языков. Принципиальное различие инфинитива в нововерхненемецком от современного ему инфинитива, например, в славянских языках заключается в том, что немецкий инфинитив не утратил связи с существительным (многие глаголы могут быть субстантивированы, как, например, schreiben — das Schreiben; часть из них перешла в разряд полноценных существительных, как, например, существительные das Vertrauen, das Wesen).
Первое причастие в древневерхненемецком образовано с помощью германского суффикса -nd и имеет слабое и сильное склонение. В большинстве случаев первое причастие употребляется как форма настоящего времени в современном немецком языке, однако исторически его временно́е значение связано с временем действия в конкретном предложении (это не исключает его отношения к прошедшему времени и в современном немецком предложении). Например, в строке из Песни о Нибелунгах «daȥ wil ich iemer dienende umbe Kriemhilde sîn» и в современном предложении «gestern sah ich die aufgehende Sonne» первое причастие свободно сочетается с прошедшим временем глагола и также принимает значение прошедшего времени.
Второе причастие, как было отмечено выше, имело два типа образования — сильное и слабое. Сильное образовывалось с помощью суффикса -an, слабое — с дентальным -d. В средне- и ранненововерхненемецкий периоды появляется префикс ge-. Подобно тому, как первому причастию приписывают настоящее время, второе причастие связывают с временем прошедшим. Однако его временное значение связано с видовым употреблением (вид определяется контекстуально), как, например, в словосочетаниях das gekaufte Haus, der besetzte Platz, der gefallene Stein (совершенный вид) и das geliebte Kind, die gepriesene Schönheit (несовершенный вид).

## Немецкий глагол в культуре
У немцев встречается ещё одна разновидность скобок: глагол делят на две части, из которых первая ставится в начале увлекательного пассажа, а вторая приберегается к концу. Трудно представить себе большую путаницу и неразбериху. Такие глаголы называются приставочными. Немецкая литература кишмя кишит приставочными глаголами. И чем дальше обе части глагола отскакивают одна от другой, тем больше доволен собой автор. Один из популярнейших глаголов этого типа reiste ab, что значит — уехал. Поясню на цитате из другого романа, — я перевёл её на английский, значительно сократив: «Наконец чемоданы были уложены, и он — У —, поцеловал мать и сестёр и снова прижав к груди возлюбленную Гретхен, которая в своём простеньком кисейном платьице, с единственной туберозой в пышных волнах густых волос, неровным спотыкающимся шагом спустилась по лестнице, всё ещё бледная от ужасов и волнений вчерашнего вечера, но мечтая ещё хоть раз приникнуть к груди того, кого она любила больше жизни, — ЕХАЛ».
Над особенностями глагола в немецком языке иронизирует писатель Марк Твен в приложении «Об ужасающей трудности немецкого языка» к произведению «Пешком по Европе». В частности, американский сатирик понимает использование вспомогательных глаголов в формировании залогов, наклонений и времён следующим образом: «следом же за глаголом — как я понимаю, украшения ради — пишущий подсыпает с десяток всяких „haben sind gewesen gehabt haben geworden sein“ и прочее и тому подобное, и только теперь импозантное предложение завершено».
На сложной игре слов основана песня немецкой группы Rammstein «Du hast». Дословно Du hast представляет собой форму второго лица единственного числа глагола haben и переводится как «Ты имеешь». В то же время, вторая форма глагола hassen (ненавидеть) Du hasst созвучна с Du hast и обозначает «Ты ненавидишь». После словосочетания «Du hast» следует «Du hast mich», что может обозначать «У тебя есть я» и «Ты имеешь меня». Также оно созвучно с «Du hasst mich», что переводится как «Ты ненавидишь меня». Следующие слова песни «Du hast mich gefragt Und ich hab nichts gesagt» представляют собой перфектную конструкцию с глаголами fragen и sagen и переводятся как «Ты меня спросил(а), а я тебе не ответил(а)». Англоязычная версия песни называется «You hate», что однозначно переводится как «Ты ненавидишь».